# Репефузиона повреда
Реперфузиона повреда је инхерентан одговор организма на обнављање крвотока након исхемије. То је сложен процес који укључује бројне механизме који се јављају у интрацелуларном и ванћелијском окружењу, а делимично је посредован реактивним врстама кисеоника (РОС). 

## Патофизиологија
Миокард може да толерише кратке периоде (до 15 минута) тешке, па чак и тоталне исхемије миокарда без резултирајуће смрти кардиомиоцита. Иако кардиомиоцити трпе исхемијску повреду, оштећење је реверзибилно уз брзу артеријску реперфузију. Такви пролазни периоди исхемије се сусрећу у клиничким ситуацијама ангине пекторис, коронарног вазоспазма и балонске ангиопластике, и нису повезани са истовременом смрћу ћелија миоцита. Са повећањем трајања и озбиљности исхемије, међутим, може се развити веће оштећење кардиомиоцита, са препозицијом предисхемијске стазе. заједнички названа реперфузиона повреда. Реперфузиона повреда резултује оштећењем миоцита кроз омамљивање миокарда, микроваскуларном и ендотелном повредом и неповратним оштећењем ћелија или некрозом (названа смртоносна реперфузиона повреда.
Омамљивање миокарда је најбоље утврђена манифестација реперфузијске повреде. Дефинише се као „продужена постисхемијска дисфункција одрживог ткива спасеног реперфузијом,” У овом сценарију, глобална или регионална реперфузија ткива је глобална или регионална реперфузија ткива. продужена, али реверзибилна контрактилна дисфункција. Миокард је у суштини „омамљен“ и захтева дужи временски период пре потпуног функционалног опоравка. Клинички корелат омамљеног миокарда може се наћи након реперфузије глобално исхемијског миокарда (застој срца током кардиохирургије), или у окружењу регионалне исхемије и реперфузије (ПЦИ, тромболиза, нестабилна ангина и ангина изазвана стресом или вежбањем).1,2,5, 
Микроваскуларна дисфункција је још једна манифестација реперфузијске повреде. Реперфузија изазива изражену дисфункцију ендотелних ћелија, што резултира вазоконстрикцијом, активацијом тромбоцита и леукоцита, повећаном производњом оксиданса и повећаном екстравазацијом течности и протеина (о чему се говори у наставку). Иако ретка, тешка микроваскуларна дисфункција може ограничити адекватну перфузију након реперфузије.
Реперфузија тешко исхемијског миокарда такође може довести до смрти миоцита и некрозе (смртоносна реперфузиона повреда). Ово се обично дешава код кардиомиоцита који су озбиљно повређени исхемијом, али се такође може развити у реверзибилно повређеним миоцитима. Дисруптивни тип некрозе, назван некроза траке контракције , је документован и приписује се масивној контракцији миофибрила након реперфузијом индукованог уласка калцијума Овај облик реперфузијске повреде је најтежи и очигледно је неповратан.
Докази омамљеног миокарда су опсежно документовани након реперфузије акутног инфаркта миокарда, издувавањем балона за ангиопластику, престанка вежбања код пацијената са коронарном болешћу, реперфузије након кардиопулмоналног бајпаса и реперфузије након исхемијског стреса изазваног добутамином или дипиридамол. Омамљивање такође може бити важан узрочни фактор у развоју исхемијске кардиомиопатије, при чему поновљене епизоде исхемије миокарда и реперфузије могу довести до развоја срчане инсуфицијенције.

## Посредници реперфузионе повред
Као посредници реперфузионе повреде описано је неколико механизама и медијатора. Најчешће цитирани су слободни кисеонички радикали, интрацелуларно преоптерећење калцијумом, ендотелна и микроваскуларна дисфункција, измењен метаболизам миокарда и ендогени заштитни механизам.

### Слободни кисеонички радикали
Неравнотежа између ћелијске формације слободних радикала и способности ћелија да се бране од њих може изазвати повреде срчаног ткива. У овом контексту, РОС игра суштинску улогу и у повреди органа и у процесима поправке.
Након реперфузије, инфилтрација у миокардијум инфламаторних леукоцита, као што су макрофаги и неутрофили, изазива даљу производњу слободних радикала изван иницирања инфламаторне каскаде. У овом случају, хиперпродукција слободних радикала је кључна за срчану повреду и може повећати компликације повезане са срчаном реперфузијом. 
У ткиву миокарда, слободних радикала се могу произвести из неколико извора (који смањују молекуларни кисеоник у реперфузном миокарду), као што су:
- ксантин оксидаза,
- цитокром оксидаза,
- циклооксигеназа,
- посредована оксидација незасићених масних киселина,
- оксидација катехоламина,
- митохондријална оксидација,
- активација леукоцита,
- никотинамид аденин редукција и ослобађање динуклеозофазе и оксидазе,
- циклус реакције.

### Интрацелуларно преоптерећење калцијумом
Промене интрацелуларне хомеостазе калцијума играју важну улогу у развоју реперфузионих повреда.16 Исхемија и реперфузија су повезане са:
- повећањем интрацелуларног калцијума; овај ефекат може бити повезан са повећаним уносом калцијума у сарколему кроз Л-тип калцијумских канала

- или може бити секундаран због промена у кружењу калцијума у саркоплазматском ретикулуму.

Поред интрацелуларног преоптерећења калцијумом, промене у осетљивости миофиламента на калцијум су умешане у реперфузиону повреду. Предложено је да активирање протеаза зависних од калцијума (калпаин-1) са резултујућом протеолизом миофибрила наглашава реперфузиону повреду, као и протеолиза тропонина.

### Ендотелна и микроваскуларна дисфункција
Реперфузија доводи до изражене дисфункције ендотелних ћелија. Вазодилатација зависна од ендотела је поремећена, док су одговори на вазоконстрикторе зависне од ендотела преувеличани. Повећана производња снажних вазоконстриктора, као што су ендотелин-1 и слободни радикали кисеоника, повећава коронарну вазоконстрикцију и смањује проток крви. Штавише, ендотелна дисфункција олакшава експресију протромботичког фенотипа који карактерише активација тромбоцита и неутрофила, важних медијатора реперфузионе повреде. Једном када неутрофили дођу у контакт са дисфункционалним ендотелијумом, они се активирају и у низу добро дефинисаних корака (котрљање, чврсто приањање и трансмиграција) мигрирају у подручја повреде ткива кроз спојеве ендотелних ћелија.

### Измењен метаболизам миокарда
Реперфузија исхемијског миокарда доводи до измењеног метаболизма миокарда, што заузврат може допринети одложеном функционалном опоравку. На пример, кардиоплегични застој и укрштено стезање аорте током кардиохирургије изазивају анаеробни метаболизам миокарда са нето производњом лактата.  Важно је да ослобађање лактата перзистира током реперфузије, што сугерише одложени опоравак нормалног аеробног метаболизма. Перзистентна реперфузија после перзистентне продукције лактата захтева подршку интра-аорталне балон пумпе. Слично, активност митохондријалне пируват дехидрогеназе (ПДХ) је инхибирана за 40% након исхемије и остаје депресивна до 30 минута након реперфузије. Поред тога, опоравак постисхемичне функције миокарда зависи од опоравка функције ПДХ. Ови резултати сугеришу да упорни анаеробни метаболизам може бити важан фактор који доприноси неадекватној постоперативној вентрикуларној функцији; побољшање опоравка аеробног метаболизма миокарда током реперфузије може послужити као важна мета за реперфузиону повреду. Интервенције које побољшавају прелазак са анаеробног на аеробни метаболизам миокарда (инсулин, аденозин) олакшавају брзи опоравак аеробног метаболизма и функције леве срчане коморе након реперфузије после кардијалне операције

### Ендогени заштитни механизам
Миокард је извор ендогених заштитних механизама који се стимулишу током реперфузије. Најважнији ендогени заштитни механизми су:
- производња аденозина,
- отварање калијумових канала осетљивих на АТП (КАТП),
- ослобађање НО.

Ове ендогене кардиопротективне стратегије служе за сузбијање горе описаних штетних механизама. У многим случајевима, међутим, они су недовољни да спрече реперфузиону повреду. 

## Терапија
Лечење реперфузионе повреде у великој мери зависи од захваћеног региона тела. Поред тога, превентивне стратегије пре предиспонирања интервенција на васкуларном систему су од великог значаја. У том смислу препоручује се доследно смањење вредности хипертензивног крвног притиска након отварања васкуларних оклузија, употреба терапеутске хипотермије. 
Интраоперативно, анестезиолог може одмах да се супротстави метаболичкој ацидози хипервентилацијом, а ако је потребно, ацидоза се такође мора „пуферовати“ натријум бикарбонатом. У тешким случајевима користе се лекови за подршку циркулацији (катехоламини).